# 時田直善
時田 直善（ときた なおよし 、1907年〈明治40年〉1月3日 - 2000年〈平成12年〉10月25日）は、千葉県出身の昭和、平成期の日本画家である。

## 概要
1936（昭和11）年、日本画壇の重鎮、川端龍子主宰の青龍社展初入選後、1937（昭和12）年、結婚を機に習志野市津田沼に転居し、アトリエを構え、創作活動を本格化させた。青龍社での活躍はもとより、龍子死後、青龍社解散により時田が中心となって設立した東方美術会で活躍した。 
時田は、房総の自然や生き物を題材にした秀作を数多く残しているが、特に鯉を題材にした絵画は魅力的であり、「鯉のトキタ」と称されている。晩年は、トキの絵の制作に没頭し、2000（平成12）年10月、亡くなる直前まで絵筆をとり制作活動を行っていた。また、時田は習志野文化ホールの緞帳「祝舞」の原画を描いている。時田は習志野市の美術界の発展に貢献するとともに、習志野市美術展覧会の発足にも尽力した。

## 経歴
- 1907（明治40）年　1月3日、千葉県市原市（旧五井町）に生まれる。
- 1924（大正13）年　川端画学校日本画科に入学する。
- 1926（昭和元）年　川端画学校の全過程を修了し、蔦谷龍岬の鐸鈴社に入門する。
- 1937（昭和12）年　習志野市津田沼に転居する。
- 1966（昭和41）年　師川端龍子の死去にともない、青龍社が解散となる。
- 1967（昭和42）年　旧青龍社有志と東方美術協会を創立する。
- 1976（昭和51）年　日本芸術会賞を受賞する。
- 1979（昭和54）年　習志野市文化功労賞を受賞する。
- 1982（昭和57）年　千葉県教育功労賞を受賞する。
- 1987（昭和62）年　紺綬褒章を受章する。
- 1989（平成元）年　勲五等瑞宝章を受章する。
- 2000（平成12）年　10月25日、永眠。（93歳）